# Леслі Аллен (тенісистка)
Леслі Аллен (англ. Leslie Allen; нар. 12 березня 1957) — колишня американська тенісистка.
Найвищу одиночну позицію світового рейтингу — 17 місце досягла 15 лютого 1981, парну — 10 місце — 6 лютого 1983 року.
Здобула 1 одиночний та 5 парних титулів.
Найвищим досягненням на турнірах Великого шолома був фінал в змішаному парному розряді.
Завершила кар'єру 1987 року.

## Фінали турнірів Великого шолома

### Мікст (1 поразка)
| Результат | Рік  | Турнір                               | Покриття | Партнер      | Опоненти                     | Рахунок  |
| --------- | ---- | ------------------------------------ | -------- | ------------ | ---------------------------- | -------- |
| Поразка   | 1983 | Відкритий чемпіонат Франції з тенісу | Ґрунт    | Чарлз Строуд | Барбара Джордан Еліот Телчер | 2–6, 3–6 |